# Zope
Zope é um servidor de aplicações web de código aberto escrito na linguagem Python. Seu nome significa "Z Object Publishing Environment" (em português, "Ambiente de Publicação de Objetos Z"). Muitas tarefas de administração de um servidor Zope podem ser realizadas através de uma interface web. Os objetos que o Zope publica na Web são escritos em linguagem Python, e tipicamente armazenados num banco de dados orientado a objetos, o ZODB, que é integrado ao sistema. Objetos básicos tais como documentos, imagens e modelos de páginas podem ser criados ou modificados via web. Objetos especializados, tais como wikis, blogs, e galerias de fotos estão disponíveis como componentes adicionais (chamados products), e existe uma comunidade de desenvolvedores e de pequenas empresas criando aplicações web como produtos.

## História
O que hoje se conhece como Zope surgiu em 1998, quando a empresa Digital Creations (atual Zope Corporation) abriu o fonte de seus principais produtos sob uma licença de código aberto. A decisão foi influenciada por Hadar Pedhazur, principal investidor da empresa. A combinação de Bobo e Principia foi renomeada para Zope naquela época. Esta decisão transformou a Digital Creations numa empresa de serviços, e proporcionou muito mais visibilidade e interesse em torno do Zope do que o Principia jamais teve.

## Características técnicas
Um sítio em Zope é formado por objetos em um banco de dados em vez de arquivos, como é comum em muitos outros servidores de aplicação web. Esta abordagem permite alavancar as vantagens do paradigma de objetos, como encapsulamento. Zope associa URLs a objetos utilizando a hierarquia de partes (composição); os métodos são considerados como partes dos objetos. Por exemplo, http://www.zope.org/Products/visual é uma forma de acessar app.Products.visual.
O Zope inclui o Zope Object Database (ZODB), que persiste transparentemente objetos Python de forma transacional. A transparência está no fato de que os desenvolvedores raramente precisam escrever código para ler ou salvar os objetos no ZODB de forma explícita.
Uma característica particularmente inovadora do Zope é o uso em larga escala de aquisição. Aquisição é uma técnica paralela à herança de classes, através da qual objetos 'herdam' comportamentos de seu contexto na hierarquia de composição, além da hierarquia de classes. Isto possibilita novas formas de organizar a aplicação, muito adequadas ao paradigma da web onde os sites são organizados em pastas e sub-pastas, ou seções e sub-seções. Um uso frequente de aquisição é a organização dos componentes visuais das páginas de forma que elementos comuns possam ser adquiridos de um repositório central, sem se perder a possibilidade de substituir qualquer elemento por uma versão local mais adequada ao contexto. Por outro lado, o modo como a aquisição é implementada no Zope 2 também é visto como uma fonte de erros, produzindo comportamentos inesperados em alguns casos. O uso de aquisição foi bastante reduzido no Zope 3.
O Zope fornece dois mecanismos para a criação de modelos de páginas: Dynamic Template Markup Language (DTML: Linguagem Dinâmica de Marcação de Modelos), e Zope Page Templates (ZPT: Modelos de Páginas Zope). O DTML é uma linguagem de marcação que permite implementar lógica simples em modelos, através de laços, condicionais e inserção de variáveis. No entanto, o DTML apresenta alguns problemas comuns às linguagens deste tipo: os modelos não podem ser verificados por validadores HTML, e a inclusão indiscriminada de lógica nos modelos resulta em código pouco legível e difícil de manter.
ZPT é uma tecnologia que ataca estes problemas. Modelos ZPT são formadas por XML ou HTML válido, nas quais toda a codificação é feita através de atributos dentro das etiquetas já existentes nestas linguagens. Tais atributos utilizam um espaço de nomes especial, denominado tal: Template Attribute Language (Linguagem de Atributos para Modelos), e assim são compatíveis com as especificações do W3C e com as principais ferramentas de edição de HTML. ZPT proporciona apenas um conjunto limitado de recursos, estimulando os programadores a implementar a lógica em scripts Python à parte, que são apenas invocados (e não incluídos) nos modelos. ZPT também fornece suporte à internacionalização e localização de aplicativos web, propiciando a substituição de mensagens por versões previamente traduzidas em múltiplas línguas.
O Zope 2 fornece a infraestrutura para gerenciadores de conteúdo como Plone, Silva (CMS) e Nuxeo CPS, bem como grandes portais desenvolvidos pela Zope Corp.

## Zope 3 / BlueBream
Uma nova versão do Zope, o Zope 3, vem sendo desenvolvida desde 2001. Embora o Zope 2 tenha comprovado seu valor como framework para o desenvolvimento de aplicações web, ele não está livre de problemas. Por exemplo, criar um novo produto para estender o Zope envolve o reuso de muito código "mágico" que simplesmente precisa estar lá, e a lógica do domínio da aplicação é inevitavelmente "contaminada" pela lógica da própria infraestrutura. O Zope 3 é uma recriação total do sistema, com ampla participação da comunidade de desenvolvedores que se especializou na plataforma. O objetivo é resolver estes problemas sem perder as vantagens que deram ao Zope sua atual popularidade. O Zope 3 é baseado numa arquitetura de componentes, que visa facilitar por um lado o uso de componentes externos dentro do Zope, e por outro lado o uso de componentes isolados do Zope em projetos que não necessitam de toda a infraestrutura do servidor de aplicações. A primeira versão de produção, chamada Zope X3, foi lançada em 6 de novembro de 2004.

## Zope Page Templates
Os Modelos de Páginas Zope (Zope Page Templates) são documentos XHTML propriamente ditos, o que significa que podem ser visualizados e editados utilizando-se editores HTML ou ferramentas compatíveis com XHTML (uma grande vantagem comparada com outras linguagens de modelo usadas para aplicações web). Os modelos (templates) também podem ser verificados para a conformidade XHTML, para que possam ser razoavelmente seguros de que irão se expandir automaticamente em XHTML adequado.
No entanto, esses modelos de páginas não se destinam a serem processados como são. Em vez disso, são marcados com elementos e atributos adicionais nos espaços de nomes XML especiais (ver abaixo). Esta informação adicional é usada para descrever como o modelo de página deverá vir a ser processado.
A seguir estão alguns exemplos básicos. Para incluir condicionalmente um elemento específico, como um elemento div, basta adicionar o atributo tal:condition para o elemento da seguinte forma:
```
<
div
 
tal:condition
=
"..."
>

  ...

</
div
>

```

Para controlar o que aparece dentro de um elemento, use o atributo tal:content como este:
```
<
h1
><
span
 
tal:content
=
"..."
/></
h1
>

...

```

Finalmente, para introduzir ou substituir valores de atributos use o atributo tal:attributes da seguinte forma: o poder do Python poderá também ser utilizado para alterar dinamicamente a href durante a execução.
```
<
a
 
href
=
""
 
tal:attributes
=
"href python:'http://algumaurl.com/%s'%algumobjeto"
>
...
</
a
>

```

Esta é uma explicação muito superficial de Modelos de Páginas Zope. Seu comportamento é quase completamente descrito por uma linguagem de modelos, determinados em espicificações TAL, TALES, e METAL:
- Template Attribute Language (TAL),
- Template Attribute Language Expression Syntax (TALES),
- Macro Expression Template Attribute Language (METAL).